# Pavlovice (Benešovi járás)
Pavlovice település Csehországban, a Benešovi járásban. Pavlovice Rataje, Ctiboř, Řimovice, Vlašim és Kladruby településekkel határos. Lakosainak száma 269 fő (2024. január 1.).

## Népesség
A település lakosságának változását az alábbi diagram mutatja:
| Lakosok száma | 323  | 293  | 260  | 187  | 217  | 165  | 207  | 229  | 261  | 269  |
|               | 1869 | 1890 | 1921 | 1950 | 1980 | 2001 | 2017 | 2019 | 2022 | 2024 |